# Фелларна
Фе́лларна (ест. Fällarna küla, швед. Fällarna) — село в Естонії, у волості Вормсі повіту Ляенемаа.

## Населення
Чисельність населення на 31 грудня 2011 року становила 10 осіб.

## Географія
Село розташоване в західній частині острова Вормсі на відстані приблизно 4 км на північний захід від волосного центру Гулло.
Поблизу села проходить автошлях 16131.

## Історія
З 1998 року село відновлено як окремий населений пункт.